# 吉林茅酒
吉林茅酒是中华人民共和国吉林省榆树市新立镇出产的一种白酒。源于1832年当地成立的“德聚涌”烧锅。1946年，县政府國有化聚成发烧锅，改称榆树县遣酒厂，后数度扩建、改制、易名。1965年12月，成立榆树县新立酒厂。1985年易为吉林茅酒厂。1983年、1986年，吉林茅酒获省优质产品奖，1987年获省发明奖，1988年获省科技成果三等奖。